# کوه‌های سن گابریل
کوه‌های سن گابریل (انگلیسی: San Gabriel Mountains) مجموعه‌ای از رشته‌کوه‌ها هستند که در شمال شهرستان لس آنجلس و غرب شهرستان سن برناردینو در ایالات متحده واقع شده‌اند. این رشته‌کوه بخشی از رشته‌کوه‌های عرضی است و بین حوضه لس آنجلس و بیابان موهاوی قرار دارد، با بزرگراه میان‌ایالتی ۵ در غرب و بزرگراه میان‌ایالتی ۱۵ در شرق. این رشته‌کوه در جنگل‌های ملی انجلیز و جنگل ملی سن برناردینو واقع شده است، و مرز شمالی آن گسل سان آندریاس است.
بلندترین قله در این رشته‌کوه، کوه سن آنتونیو است که به‌طور رایج به نام کوه بالدی شناخته می‌شود. کوه ویلسون (کالیفرنیا) قله مهم دیگری است که به خاطر رصدخانه مونت‌ویلسون و مزرعه آنتن که بسیاری از فرستنده‌های رسانه‌های محلی را در خود جای داده است، شناخته می‌شود. بازدید از رصدخانه برای عموم آزاد است. در ۱۰ اکتبر ۲۰۱۴، باراک اوباما این منطقه را به عنوان یادبود ملی رشته‌کوه‌های سان گابریل معرفی کرد. The Trust for Public Land بیش از ۳٬۸۰۰ جریب فرنگی (۱٬۵۰۰ هکتار) از اراضی رشته‌کوه‌های سان گابریل، دامنه‌های آن، و جنگل ملی انجلیز را محافظت کرده است.

## جغرافیا
بیشتر رشته‌کوه سان گابریل دارای قله‌های گرد است. این رشته‌کوه فاقد ویژگی‌های صخره‌ای (craggy) است، اما شامل تعداد زیادی دره می‌شود و به‌طور کلی منطقه‌ای بسیار ناهموار و دشوار برای عبور است. رشته‌کوه‌های سان گابریل از یک بلوک گسل بزرگ تشکیل شده‌اند که بین گسل سان آندریاس در شمال و گسل‌های سان گابریل و سیرا مادر و ککامنگا در جنوب قرار دارد. این بلوک تکتونیکی در دوره میوسن به ارتفاع آمده است و از آن زمان توسط بسیاری از رودخانه‌ها و دره‌ها برش خورده است.